# Coracopsis
Coracopsis Wagler, 1832 è un genere di uccelli della famiglia degli Psittaculidi.

## Etimologia
Il nome del genere deriva dal greco kόραξ (corax = corvo) e ὄψις (opsis = aspetto),  «simile a un corvo», indica la caratteristica tipica del genere, ossia il piumaggio di colore grigio-nero lucente e il becco ricurvo.

## Descrizione
Sono pappagalli di media taglia, dal piumaggio poco appariscente, con colorazioni che vanno dal grigio al bruno.

## Distribuzione e habitat
Il genere è presente in Madagascar ed in altre isole dell'oceano Indiano (Comore, Seychelles).

## Tassonomia
Comprende le seguenti specie:
- Coracopsis nigra (Linnaeus, 1758) - vasa minore
- Coracopsis vasa (Shaw, 1812) - vasa maggiore
- Coracopsis barklyi E.Newton, 1867 - vasa delle Seychelles